# Riena
Riena（りえな、1987年8月9日 - ）は、東京都出身のファッションモデル。フリーランス。

## 略歴
- 2018年12月発売

雑誌『Domani』小学館で『星野リナ』と改名し、産休復帰。
- 第2回ミス東京ガールズコレクション(TGC)でグランプリを受賞[1]。その後、芸名をRienaに改名し、『PINKY』のモデルとなる。

- 『PINKY』休刊後は、小学館『Oggi』,主婦の友社『S cawaii!』のモデルとなる。

- 2009年、Marinと共に歌手ユニット『Marin & Riena』を結成。2010年10月20日にシングル「Love Train」（SONIC GROOVE）でCDデビューを果たす。

- 結婚発表後の2017年4月号メイク雑誌『bea'sup』にて、『BEAUTY WEDDING』と題し自身の結婚式の様子を披露している。

- 旧芸名時、10代の頃は『egg』『BLENDA』『JELLY』などの表紙モデルなど雑誌で活動。

## 人物
- 2016年一般男性と結婚。
- 2017年5月に長男を出産。
- 2019年5月に第二子となる次男を出産予定。
- 2019年3月よりベビー雑貨ブランド【e.x.p.japon】の専属アドバイザーに就任。

- メイクや最新コスメが好き
- メイク雑誌『bea'sup』にて連載『Rienaのコスメチャンネル』で毎月雑誌内で自身が提案したメイクをyoutubeにて動画で分かりやすく紹介している。

- 料理、インテリアを趣味とする。
- 編み物が得意で度々Instagramやブログで披露している。

## 出演

### 雑誌
- 小学館『Domani』
- 小学館『Oggi』
- 集英社『PINKY』
- ネコパプリッシング『bea'sup』
- 講談社『ViVi』
- ぶんか社『JELLY』
- 角川春樹事務所『BLENDA』
- 主婦と生活社『ar』

### 広告
- ジョイフル恵利
- 京都 丸紅
- 丸井『Voi』
- (株)I.M.S プリクラ機『GOKUJO FACE』&『GOKUJO FACE SEASON2』[極上フェイス・極上フェイスII イメージモデル
- PRIMA FORZA
- 株式会社エクスバンド｢LOVE＆PEACE｣｢LOVE＆PEACE 2｣広告モデル
- girlswalker.com
- fashionwalker.com『Mayoreo mayoreo』
- Diamond Lag イメージモデル

### コレクション
- 東京スタイルコレクション in Paris2006 （2006年7月8日、パリ・ノール ヴィルパント展示会場）
- 東京ガールズコレクション（2006年9月3日、代々木体育館）

### テレビ
- 東京上級デート（2013年4月17日、テレビ朝日）＃50　下北沢

- 美少女ヌードルNTV

- Marin&Rienaとしてミュージックフェアに出演。